# Baý
Baý (en filipino: Bai) es un municipio de la provincia de La Laguna en Filipinas. Según el censo del 2000, tiene 50 756 habitantes.
La laguna de Baý deriva su nombre de este municipio.

## Barangayes
Bay se divide administrativamente en 16 barangayes.
- Bitin
- Calo
- Dila
- Maitim
- Masaya
- Paciano Rizal
- Puypuy
- San Antonio
- San Isidro
- Talahiban
- Santo Domingo
- Tagumpay
- Tranca
- San Agustín (Población)
- San Nicolás (Población)
- Hangan II